# Винко Грдан
Винко Грдан (Ђурђевац, 22. јануар 1900 — Београд, 23. септембар 1980) био је хрватски, српски и југословенски сликар.

## Биографија
Матурирао је у Загребу 1917. године те студиј сликарства завршио 1923. године на Привременој вишој школи за умјетност и умјетни обрт (данас Академија ликовних умјетности) у класи Љубе Бабића. Од 1924. до 1926. године као државни стипендиста усавршавао се у Паризу, гдје је учествовао на Јесењем салону (фр. Salon d’automne, 1925) и на Салону независних (фр. Salon des Indépendants, 1926). Прекинуо је одслужење војног рока да би се лијечио у санаторијуму (1926/27). Послије тешког сналажења у Загребу (1927), радио је као наставник цртања у Учитељској школи у Ужицу 1928‒1934. Године 1934. прешао је у Београд, на Вишу педагошку школу. Био је предсједник Удружења ликовних уметника Београда током 1936. и 1937. године, као и један од „бојкоташа”, социјално ангажованих чланова тог удружења који су се 1936. године побунили против управе Уметничког павиљона „Цвијета Зузорић” због критеријума жирирања и трошкова за издавање простора. Од 1948. године до пензионисања 1965. године био је професор на Академији примењених уметности у Београду на предметима Цртање и сликање и Примењено и монументално сликарство; ту је биран у сва звања (редовни професор од 1959), а био је и декан 1959‒1965.
Један је од оснивача групе Земља.

## Изложбе
Самостално је излагао у Ужицу, као и у Београду (1933, 1939, 1959, 1970, 1977). Учествовао је на изложби Љубе Бабића (Загреб 1922), групе Шесторица (Загреб 1925), на Графичкој изложби у Салону Улрих (Загреб 1926), на загребачком Прољетном салону, на изложбама групе Земља (Загреб 1929; Париз, Загреб 1931), загребачких умјетника (Загреб 1934–36), на изложбама УЛУ (касније УЛУС) од 1937. године, на изложби Пола вијека југославенског сликарства (Загреб, Београд 1953; Скопље 1954), на Тријеналу ликовне уметности (Београд 1961, 1964, 1967), на Октобарском салону (Београд 1962, 1964, 1968, 1971, 1977), на изложби Надреализам, социјална уметност (Београд 1969) и др. Ретроспективне изложбе организовали су му 1979. године Галерија у Копривници и Народни музеј у Нишу, а постхумно 1983. године и „Цвијета Зузорић”. Његова дјела чувају и излажу Народни музеј и Музеј савремене уметности у Београду, Музеј града Београда, Народни музеј Краљево, Модерна галерија у Загребу, Галерија у Копривници итд.

## Стил
Током треће деценије везао се за токове новог реализма. Једноставним средствима, врло сугестивно, снажним замасима четке, извјесном геометризацијом или свођењем форме на ритам плоха, редукованом палетом и контрастима свијетлог и тамног извео је неколико портрета блиских експресионизму форме (Портрет девојке, 1922; Аутопортрет, 1923). У Паризу је сликао улице и тргове на периферији, по правилу без људи и сувишних детаља, тако да дјелују енигматично. Неколико фигуралних композиција урадио је под утицајем Ђота и талијанских примитиваца, успоставивши дијалог са савременим француским мајсторима. Касније се окренуо оштријем и прецизнијем цртежу, волуминознијим облицима и широј хроматској скали (Мртва природа, 1927). Код неколико мотива из Ужица држао се и даље одмјерене палете и чврсте форме, понекад је преиспитивао искуства посткубизма или у складу са члановима Земље тежио наивизму, али је ишао и ка поетизацији, метафизичкој димензији и најавио будућу раскошну колористичку оркестрацију (Ужице – Росуље, 1929; Сељачке куће, 1930).
Од средине четврте деценије подједнако је обрађивао портрете, мртве природе и градске мотиве у духу поетског реализма (Пијаца у Неготину, 1938; Неготин, 1938), као и пиктурално богате призоре, који усмјеравају пажњу на тежину живота опхрваног социјалним неправдама, код којих доминира снага чистих боја (Радови на пољу, 1932; Одмор, 1935; Праље, 1935; На пијацу у град, око 1936; Пред вратима, 1936/37). У доба социјалистичког реализма урадио је неколико композиција које се тематски везују за захтјеве времена (Рањеници, 1946; Пред окупатором, 1946; Борба за Београд), а пластичном грађом за токове умјереног експресионизма. Њима припада и циклус посвећен стријељању ђака у Крагујевцу. Од пете деценије посветио се улицама Београда (Предео око Ботаничке баште, 1951), медитеранским крајолицима (Бакарац – пристаниште, 1951), мртвим природама (Мртва природа са ножем, 1940; Мртва природа са сликом и књигама, око 1950; Мртва природа, 1951; Јесењи распоред, 1958; Крух, 1962; Мртва природа у ентеријеру, 1966), ентеријерима (Из атељеа, 1956), цвијећу (Невени у вази, око 1950; Цвеће, 1966), портретима и, посебно, аутопортретима (Аутопортрет, око 1950; Аутопортрет, 1955). Уситњеним потезима омекшавао је и поетизовао форму или снажнијим замасима остваривао експресивност. Често је употребљавао интензитет чистих боја. Од краја седме деценије код мотива са Хвара усмјерио се ка интимизму и вратио валерском нијансирању, атмосфери медитеранског поднебља и лирском доживљају (Пут за Хвар, 1975; Стари град на Хвару, 1975).